# Squire Car

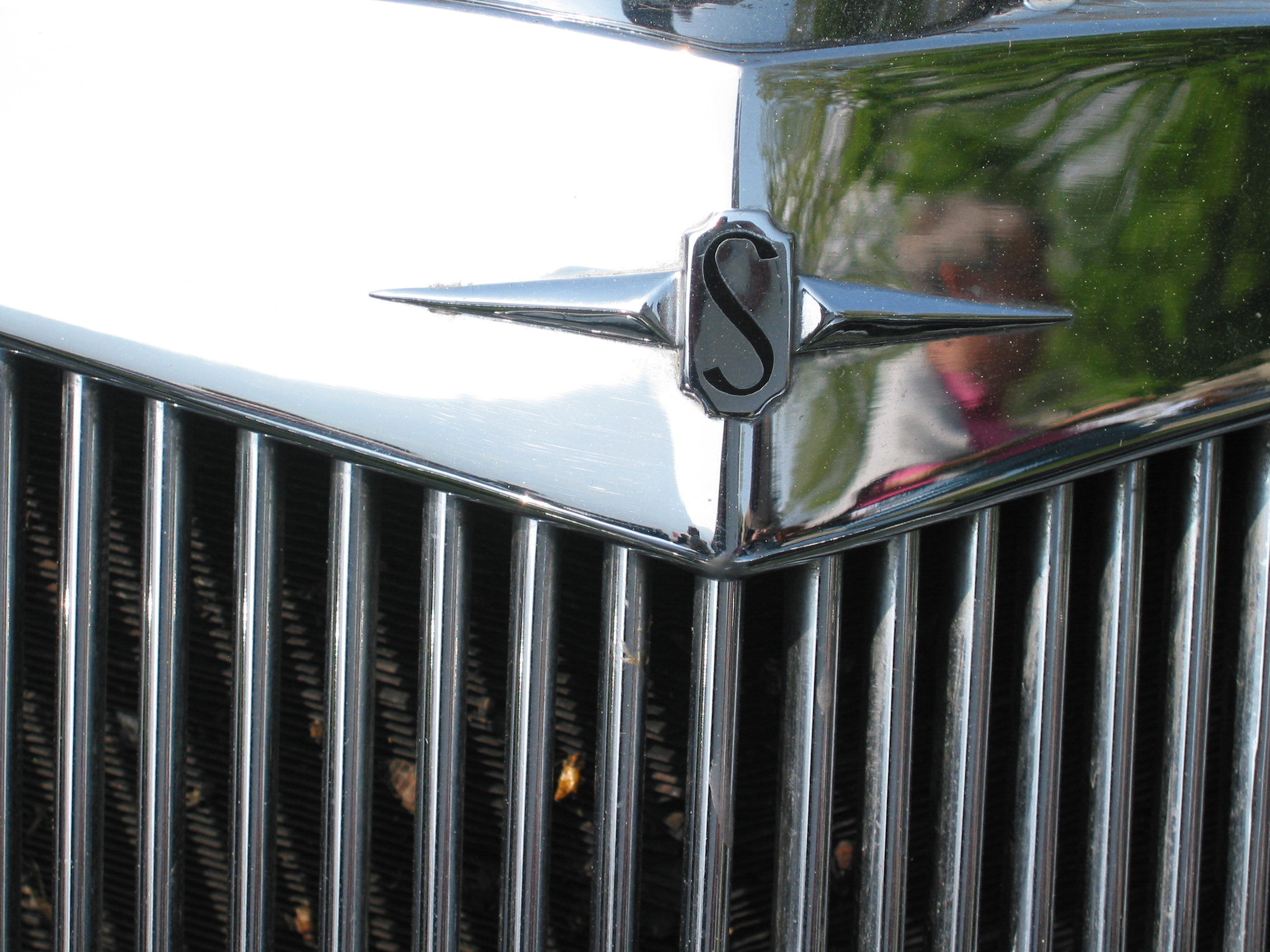
Emblem

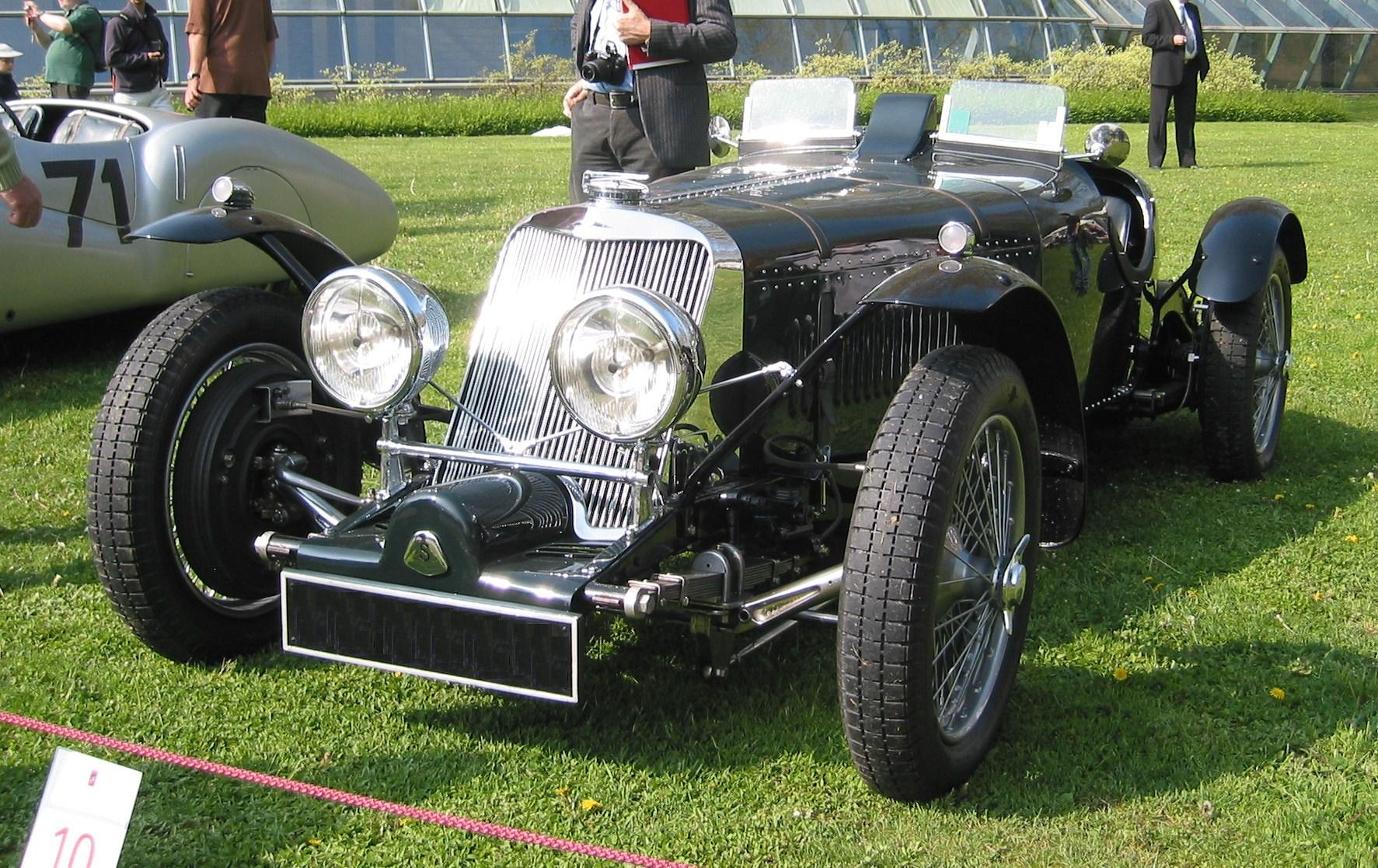
Squire von 1935

Squire ist ein ehemaliger britischer Hersteller von Automobilen.

## Unternehmensgeschichte
Das Unternehmen Squire Car Manufacturing Company Limited von Adrian Squire begann 1934 in Henley-on-Thames mit der Produktion von Automobilen.
Im Juli 1936 ging das Unternehmen in Liquidation. Bis 1939 wurden noch einige Fahrzeuge aus vorhandenen Teilen montiert.

## Fahrzeuge
Es wurde nur ein einziges Modell hergestellt, das mit einem Vierzylindermotor von Anzani ausgestattet war. Der Motor entwickelte aus einem Hubraum von 1496 cm³ mit Hilfe eines Kompressors zwischen 100 und 105 PS Leistung. Die zwei- und viersitzigen Karosserien wurden von Vanden Plas und Markham of Reading hergestellt. Es wurden nur wenige Fahrzeuge produziert: Die Angaben zu den Produktionszahlen schwanken zwischen 7, 10, 19 und maximal 24.
Ein Fahrzeug der Marke Squire nimmt gelegentlich an der Mille Miglia in Italien teil.